# Sigmund Ringeck

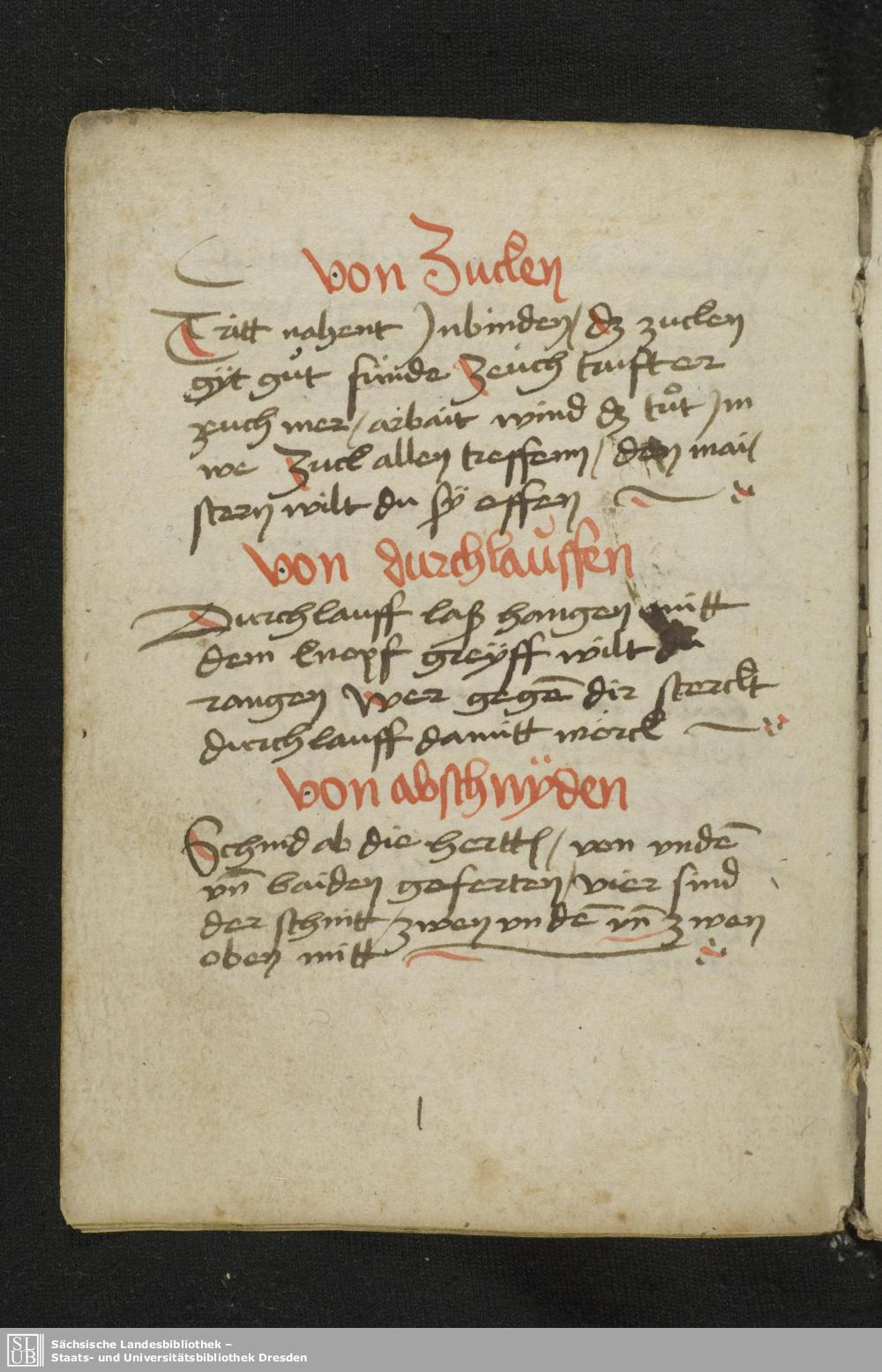
Extrait du MS Dresd. C 487

Sigmund Ringeck était un maître d'escrime allemand du XVe siècle. Il est l'auteur d'un traité d'escrime (fechtbuch), MS Dresd. C 487 conservé à Dresde.
Il fait partie des glossateurs de Johannes Liechtenauer au même titre que Hans Talhoffer et Peter von Danzig.
Il fut maître d'armes de son altesse Albrecht, comte palatin du Rhin et duc de Bavière.
Paulus Kal le désigne probablement, sous le nom de Sigmund Amring, comme un des 17 membre de La société de Liechtenaeur (Gesellschaft Liechtenauers).

## Son manuscrit
Son manuscrit, le MS Dresd. C 487 est conservé à Dresde.
Il est composé de 148 Folios dont 22 pages vierges.
Ringeck y traite de l'épée longue, l'épée/bocle, la lutte, le combat en armure et le combat à cheval.

### Datation
Dans le manuscrit, il est indiqué que Ringeck est le maître d'arme de Albrecht duc de Bavière, plus probablement Albert III (1401–1460). Or il ne devient duc de Bavière qu'en 1438.
De plus, Peter von Danzig a réalisé une copie illustrée du texte de Sigmund Ringeck en 1452.
L'on estime la réalisation du manuscrit de Ringeck aux environs de 1440, dans les limites de 1438 et 1452.

### Les copies
Outre la copie de Peter von Danzig, Paulus Hector Mair a aussi commandité la réalisation d'une copie illustrée du manuscrit en 1539 (Sigmund Schining, Cod. I.6.2°.5).

## Source
- Facsimilé du traité d'escrime Mscr.Dresd.C.487

- (en) Cet article est partiellement ou en totalité issu de l’article de Wikipédia en anglais intitulé « Sigmund Ringeck » (voir la liste des auteurs).